# Marcel Gauchet
Marcel Gauchet [marsel goše] (* 1946 Poilley, Manche) je francouzský historik, filosof a sociolog, který se zabývá novověkými dějinami a zejména problémy demokracie a sekularizace. Je profesorem na École des hautes études en sciences sociales (EHESS) a redaktorem časopisu Le Débat.

## Život
Narodil se v prosté vesnické rodině, studoval učitelství v Saint-Lo a několik let učil na středních školách. V letech 1966–1971 vystudoval filosofii na univerzitě v Caen, kde se setkal s filosofem Claude Lefortem a antropologem Alainem Caillé. S psycholožkou Gladys Swain se věnoval dějinám psychiatrie a napsal kritiku Foucaultových „Dějin šílenství“. Navštěvoval přednášky historika François Fureta a roku 1985 vydal knihu „Odkouzlení světa“ (Le désenchantement du monde), která ho proslavila. V návaznosti na Maxe Webera zde vyložil nástup moderní občanské společnosti a demokracie a ústup náboženství z veřejného života, což však podle Gaucheta zároveň znamená příležitost k jeho prohloubení. Zabýval se také dějinami myšlenky lidských práv a problémy moderní demokracie, která podle něho vítězí, ale také slábne.